# Yigoga imitata
Yigoga imitata là một loài bướm đêm trong họ Noctuidae.